# CLCS
Commission on the Limits of the Continental Shelf är FN:s kommission för gränser beträffande kontinentalplattor. Kommissionens syfte är att underlätta implementeringen av Förenta nationernas havsrättskonvention, med avseende på etablerandet av kontinentalplattornas yttre gränser. Konvensionen säger att kuststater rekommenderas att fastställa den yttre gränsen för sin kontinentalplatta, även när denna gräns ligger längre bort från kuststatens baslinje än 200 sjömil.

## Fotnoter
1. ↑  CLCS: Commission on the Limits of the Continental Shelf (CLCS) Purpose, functions and sessions, hämtad 28 oktober 2012